# Neukamp (Putbus)

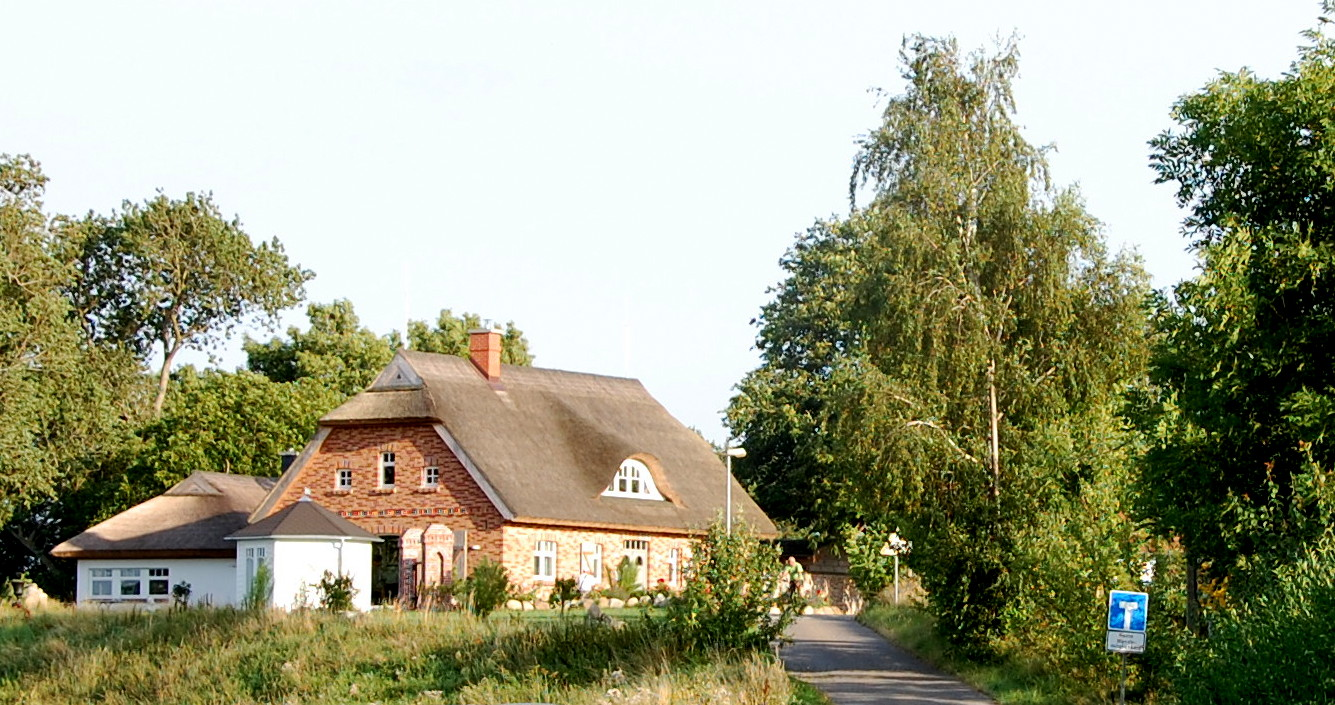
Häuser in Neukamp

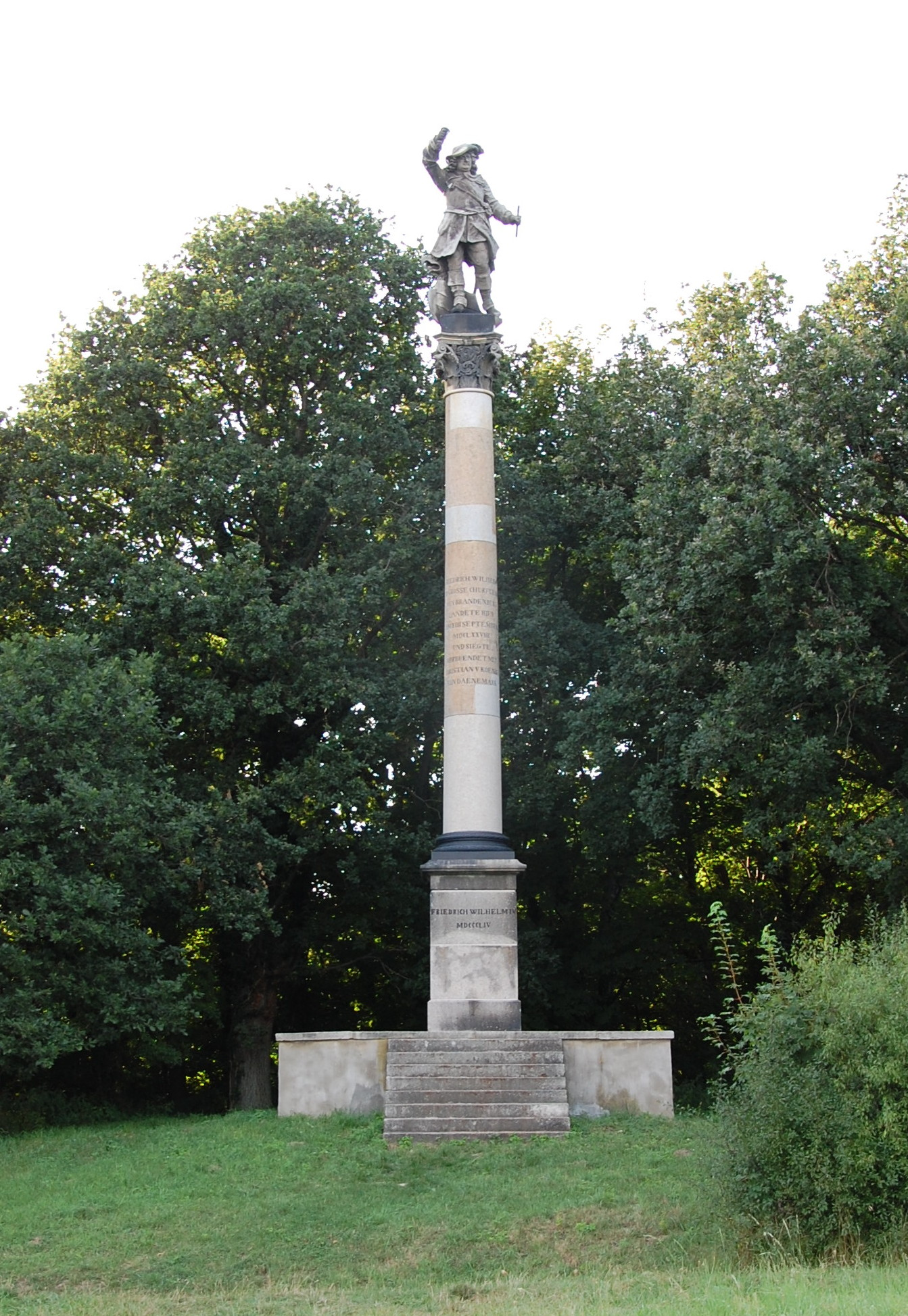
Preußensäule

Neukamp ist ein Ortsteil von Putbus im Süden der Insel Rügen.

## Lage
Der Ort liegt südlich von Putbus am Ufer des Rügischen Bodden. Nördlich des Orts befindet sich der Wreecher See. Über dessen Entwässerungsgraben zum Bodden führt eine Brücke, die Neukamp mit Wreechen verbindet.

## Geschichte

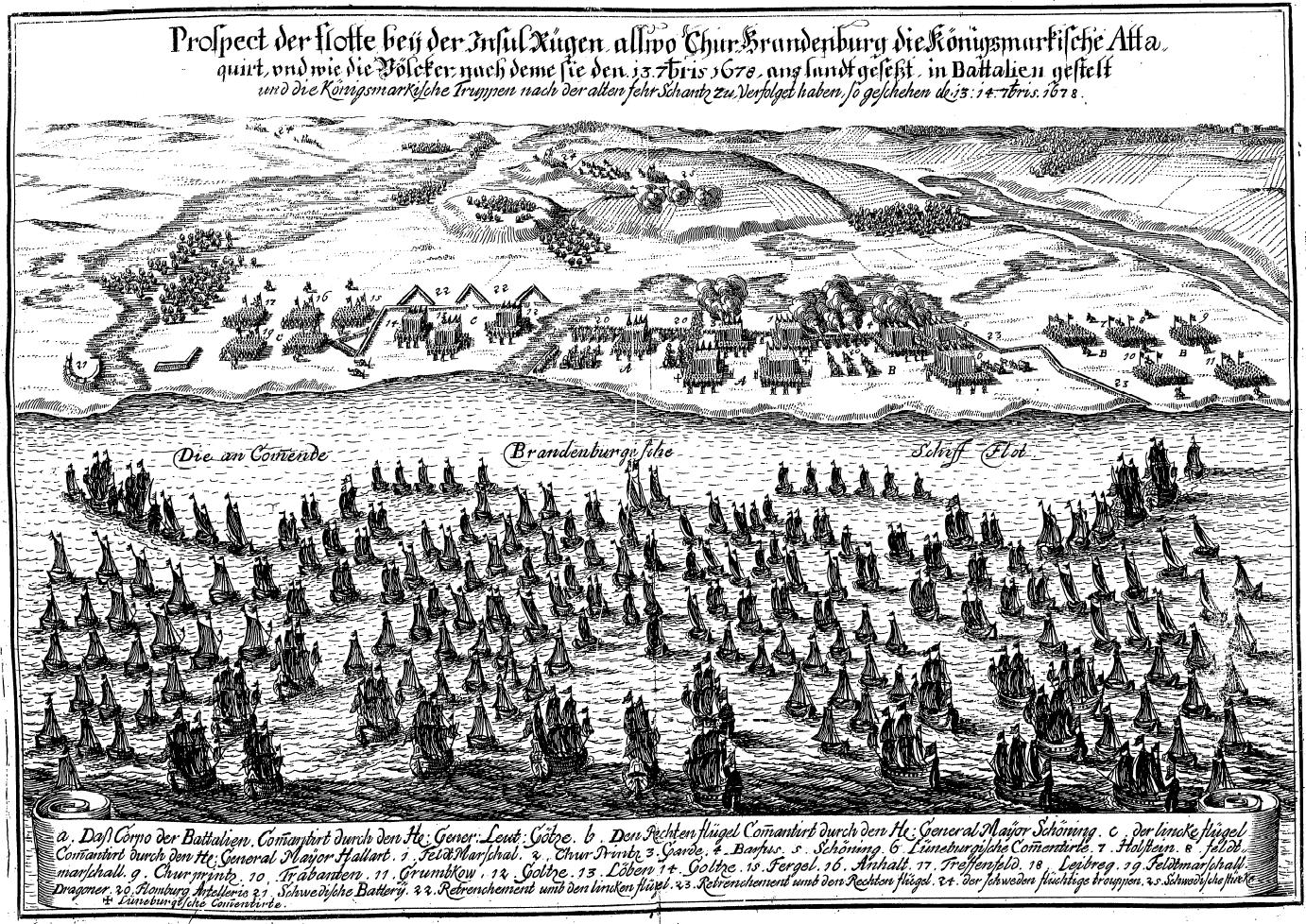
Landungsflotte des großen Kurfürsten vor Neukamp 1678

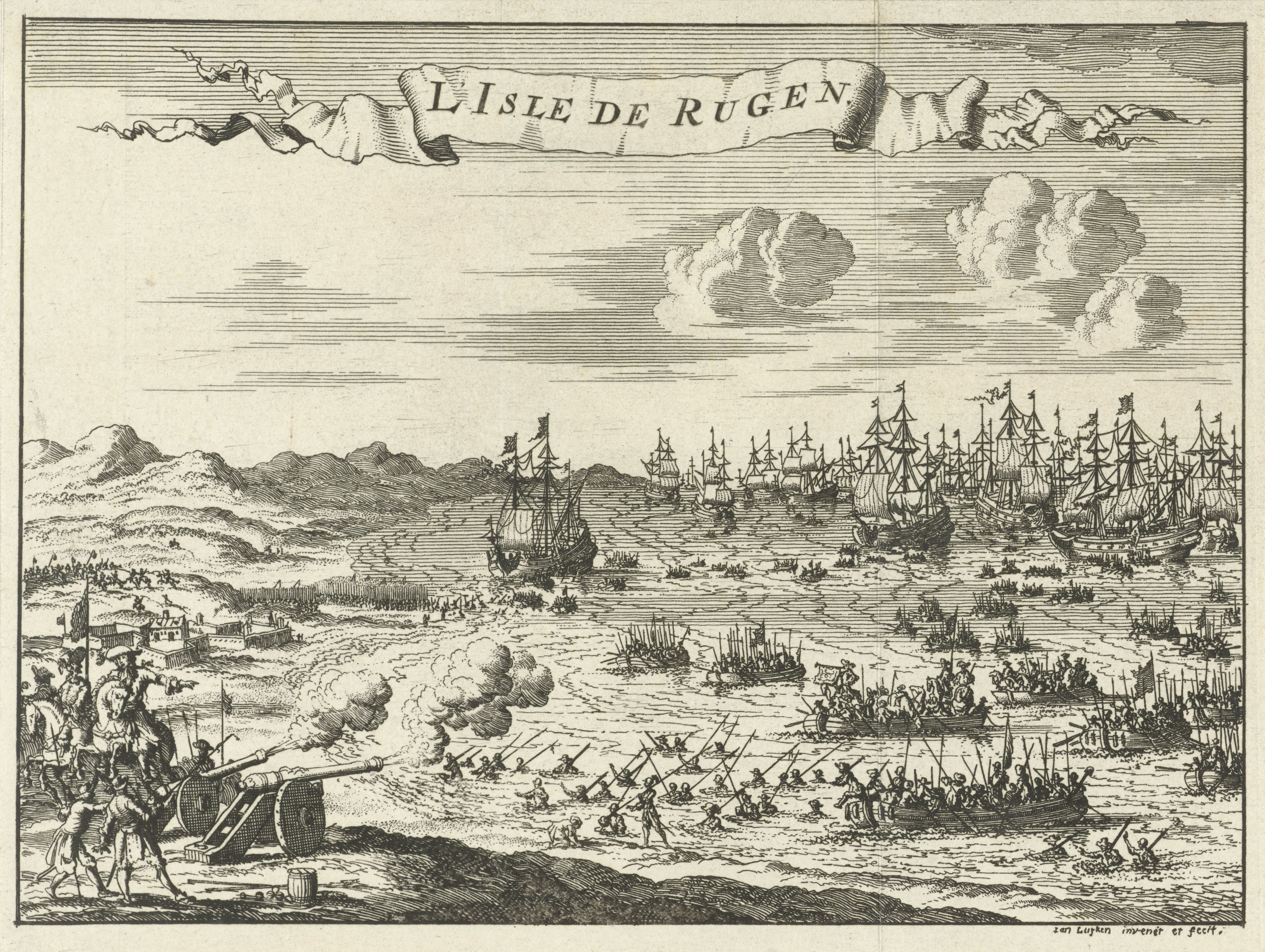
Landung der Brandenburger vor Neukamp 1678

Der Name des Ortes soll auf das slawische Kapa zurückgehen und wird als erhobene Stelle im Sumpfland, Insel mit Gebüsch bewachsen gedeutet. Für das Jahr 1336 ist der Verkauf einer Rente aus Neukamp überliefert. Sie wurde von den Brüdern Johannes und Thetz von Putbus an einen Engelbert veräußert. Bereits 1337 ging sie zum Teil an den Priester Amelang über. Amelang war Kaplan der Vilmer Kapelle auf der vor Neukamp im Bodden gelegenen Insel Vilm. Im Jahr 1358 erwarb Amelung drei Katen im Ort.
Am 13. und 14. September 1678 kam es bei Neukamp zu einer großen Landungsoperation brandenburgischer Truppen, die sich gegen die Rügen haltenden Schweden richtete, gleichzeitig landeten im Westen der Insel die verbündeten Dänen. Südlich von Neukamp hatten die Schweden zur Verteidigung eine Schanze errichtet. Das Landungsunternehmen der Brandenburger war jedoch nach zweitägigen Gefechten erfolgreich. Die schwedischen Truppen unter Königsmark flohen in Richtung der Schanzen bei Altefähr oder wurden gefangen genommen.
An der Stelle der Landung wurde am 15. Oktober 1854 zur Erinnerung an das Ereignis eine der sogenannten Preußensäulen errichtet.
Auf der Säule steht die Figur des Großen Kurfürsten Friedrich Wilhelm von Brandenburg.
Die Säule musste aber 1990 abgebaut werden, da sie durch Korrosion der Verbindungsstähle und Verwitterung der Steintrommeln erhebliche Schäden aufwies und einzustürzen drohte. Nach vergeblichen Restaurierungsversuchen erfolgte eine jahrelange Lagerung in Putbus. Dann endlich wurde die Säule restauriert und 2012 wieder aufgebaut.
Vermutlich im Laufe des 18./19. Jahrhunderts veränderte sich der Charakter des Dorfes. An die Stelle der bäuerlichen Kossatenstellen traten Häuser von Fischern und Büdnern.
In der Zeit der DDR bestand südlich der Ortslage ein Ferienlager des Reichsbahnausbesserungswerks Salbke.

## Sehenswürdigkeiten und Wirtschaft
- Südlich des Orts befindet sich unweit der Schanze und ehemaligen Landungsstelle der Brandenburger bei Neukamp eine der beiden Preußensäulen, die auch im Denkmalverzeichnis eingetragen ist.
- Am nördlichen Ortseingang, in der Nähe zur Brücke nach Wreechen, befindet sich die Gaststätte „Nautilus“, deren Inneneinrichtung dem fiktiven U-Boot Nautilus aus dem Roman 20.000 Meilen unter dem Meer nachempfunden ist.

## Persönlichkeiten
Der deutsche Journalist und Nahostexperte Paul August Schmitz (1903–1948) hatte ein Anwesen in Neukamp. Im April 1945 zog er sich hierhin zurück. Am 10. Juli 1945 erfolgte seine Verhaftung mit anschließender Deportation in die Sowjetunion, wo er 1948 verstarb.